# Територијална одбрана
Територијална одбрана (скраћено ТО) је била одвојен дио јединствених оружаних снага и најшири облик организовања грађана за оружану борбу у СФР Југославији. Ове снаге су по намени одговарале државним милицијама. Снагама ТО била је покривена цјелокупна територија земље. Свака код конститутивних република СФРЈ је имала сопствене формације Територијалне одбране, док је редовна војска цијеле федерације била Југословенска народна армија, која је такође имала своје резервне саставе. Јединице ТО биле су способне да воде оружану борбу и да се у сваком тренутку, и у свим условима, успјешно супротставе агресору. Оне су могле да дејствују заједно са јединицама ЈНА и самостално.
Територијална одбрана је била дио доктрине општенародне одбране и израсла је из искуства партизанског рата у Другом свјетском рату. По овој доктрини, намјена ТО је био да зауставио потенцијалног агресора довољно дуго док се не мобилишу јединице ЈНА.

## Оснивање
Југославија је била социјалистичка земља, али није била чланица Источног блока. Након раскола између Тита и Стаљина, Југославија је прекинула своје везе са Совјетским Савезом и његовим савезницима. Током Хладног рата, Југославија је била једна од водећих чланова Покрета несврстаних. Након совјетске инвазије на Чехословачку 1968., у југословенском врху појавила су се страховања о могућем совјетском нападу. Инвазија Чехословачке је показала да стајаће конвенционалне снаге мале државе не могу да одбију изненадни напад бројчано и технички надмоћнијег агресора. Како је била стратешки позиционирана између НАТО и Варшавског пакта, Југославија је морала да припреми сопствену војну доктрину за могући сценарио Трећег светског рата.

## Задатак
Главни задаци Територијалне одбране у складу са доктрином општенародне одбране јесу ангажовање за дејства у позадини, независно или у садејству са Југословенском народном армијом. Јединице Територијалне одбране у пограничним подручјима могу сместа бити ангажоване у борбена дејства, у садејству са Југословенском народном армијом.

## Структура ТО
- Територијална одбрана СР Босне и Херцеговине
- Територијална одбрана СР Македоније
- Територијална одбрана СР Словеније
- Територијална одбрана СР Србије
  - Територијална одбрана САП Војводине (укинута 1990. године)
  - Територијална одбрана САП Косова (укинута 1990. године)
- Територијална одбрана СР Хрватске
- Територијална одбрана СР Црне Горе

## Организовање јединица ТО
Територијална одбрана се састојала од јединица, установа и штабова и других облика организовања радних људи и грађана за општенародни оружани отпор.
Ради организовања, припремања, руковођења и командовања ТО у миру и рату, свака друштвено-политичка заједница имала је свој штаб - републички, покрајински, регионални (у заједници општина, области, зони), градски (у градској заједници општина) и општински, а и неке веће мјесне заједнице имају штабове територијалне одбране. Било је предвиђено да штабови ТО у миру буду дјелимично развијени, а у случају непосредне ратне опасности и рата, као и за вријеме извођења вјежби у миру, да се потпуно активирају. У штабовима су биле заступљене све основне функције неопходне за руковођење и командовање јединицама и установама ТО (оперативна, организацијско-мобилизацијска, позадинска, политичка, безбједносна и др.), а постоје и приштапске јединице и установе.
Зависно од намјене јединице ТО су формиране у различите формацијске саставе. Постојале су двије врсте јединица: тактичке - намијењене за борбена дејства на ужем простору, и тактичко-здружене - намијењене за дејства на широј територији.

### Тактичке јединице ТО
Тактичке јединице ТО су чинили бројни и разноврсни формацијски састави - одјељења. водови, чете и одреди мјесних заједница, организација удруженог рада и општина. То су пјешадијске, извиђачке, артиљеријске, инжињеријске, диверзантске, противдиверзантске, артиљеријско-ракетне јединице ПВО, јединице везе, АБХО, морнаричке, позадинске и друге. Оне су биле тако организоване да су омогућавале најшире укључивање становништва у извршавање задатака у оружаној борби и другим облицима борбе и отпора.

### Тактичко-здружене јединице
Тактичко-здружене јединице су представљале главну маневарску и ударну снагу ТО. То су били већи формацијски састави, са одговарајућим родовским дијеловима које су захваљујући својој опремљености, ватреној моћи, покретљивости и борбеној спремности могле, самостално или у садејству с осталим јединицама ТО, односно са јединицама ЈНА, да изводе разноврсна борбена дејства већих размјера и на широј територији-акваторији, на ратишту или на његовом дијелу, и у свим ратним условима. Јединице ТО формирале су се у бригаде и у друге здружене саставе, авијацијске и падобранске јединице, а на јадранско-поморском војишту и у разноврсне морнаричке јединице (морнаричка пјешадија, наоружани бродови, јединице за подводна дејства и сл.). Од њих су се могле, по потреби, стварати привремени оперативно-технички састави различите организације и намјене. Ове јединице су, сем тога, биле оспособљене да дејствују у разноврсним климатским, метеоролошким и географским условима, на равничастом, испресецаном и брдско-планинском земљишту, на мору, острвима и у приобалном појасу, у захвату ријечних токова и језера; да воде борбу против субверзивних, диверзантских, десантних и осталих непријатељских снага и средстава и изводе дејства широких размјера, тј. да примјењују најразличитије облике и начине борбе - од најситнијих диверзија до бојева и операција; да учествују у уништењу ваздушнодесантних снага, у одбрани градова и других насељених мјеста и воде борбу у њима ако их агресорове снаге привремено запосједну; да врше контролу територије и штите војне, привредне, административне и друге значајне објекте и органе друштвено-политичких заједница и друштвено-политичких организација. За потребе територијалне одбране стварале су се и установе које су биле школске, здравствене, производне, ремонтне и др. Те установе су биле предвиђене да се начелно активирају у рату, а у миру су се најчешће користиле наставне установе, тј. центри за обуку.

## Обука омладине
Почев од 1975. године омладина у СФРЈ, школска и ваншколска се плански и организовано васпитавала, психофизички и војностручно оспособљавала за ОНО и ДСЗ према јединственим наставним плановима и програмима, и то почев од петог разреда основне школе, па до највишег степена образовања, а у организацијама друштвено-политичких заједница за омладину која није похађала школе средњег усмјереног образовања.

### Обука наставних кадрова
Наставни кадрови за предмете из општенародне одбране и друштвене самозаштите школовале су се и усавршавале на факултетима (смер ОНО), који су од 1975. године почели да раде у пет југословенских градова (Сарајево, Загреб, Скопље, Љубљана и Београд). Годишње се уписивало око 800 редовних и око 1.000 ванредних студената оба пола, а 1980. године дипломирала је прва генерација - 272 редовна и 826 ванредних студената.

### Обука основаца
У основним школама (од 1. до 4. разреда) васпитавање младих се изводило у склопу свих предмета, а од 5. до 8. разреда кроз предмет „прва помоћ и заштита“ и путем садржаја уграђених у друге предмете.

### Обука средњошколаца
У школама средњег усмјереног образовања прве двије године се ОНО и ДСЗ изучавала у склопу предмета „одбрана и заштита“, путем тематике уграђене у друге предмете, и тематика кроз програм ваннаставних и слободних активности.
У другој фази средњег усмјереног образовања (3. и 4. разред) изучавали су се садржаји из ОНО и ДСЗ уграђени у све предмете. Поред тога, изводила се и настава за коју су се ученици добровољно опредјељивали.
Ради успјешнијег савлађивања ове обуке школе су биле опремљене кабинетима „одбране и заштите“.

### Обука студената
У вишим школама и на факултетима оспособљавање и припрема студентске омладине за ОНО и ДСЗ спроводила се путем изучавања посебног предмета „општенародна одбрана и друштвена самозаштита СФРЈ“, у I и II години студија, као и путем осталих предмета у које су били уграђени садржаји који су се тицали ОНО и ДСЗ.
Од 1976. до 1978. године студенти прве године студија имали су шеснаестодневну практичну обуку у центрима при јединицама ЈНА. Пошто су, према Закону о војној обавези, младићи били дужни да на одслужење војног рока иду послије завршене средње школе, престала је и потреба за том врстом практичне обуке.

### Обука омладине која није похађала средње школе
Оспособљавање и припрема омладине за ОНО и ДСЗ која није похађала средње школе организовала се и спроводила по програму „Одбрана и заштита“ (слично као и у средњим школама). Обука те категорије младих била је у надлежности друштвено-политичких заједница.
Припреми младих за ОНО и ДСЗ умногоме су доприносиле и друштвене организације као што су Народна техника, Црвени крст, Савез извиђача, Савез за физичку културу и др (примјер: године 1978. те друштвене организације су окупљале око 7.000.000 младих).

## Улога ТО у распаду СФРЈ
Територијалне одбране Словеније, Хрватске и Босне и Херцеговине сврстали су се на страну републичких, сецесионистичких, власти, насупрот ЈНА, која се сврстала на страну федерације. У овим републикама је дошло до грађанског рата између ове две стране, при чему се ЈНА, и поред почетних војних победа, касније повукла на територију Савезне Републике Југославије и касније је преименована у Војску Југославије, док су Територијалне Одбране прерасле у војске ових република.
Током краткотрајног рата у Словенији, Територијална одбрана Републике Словеније реформисана по новом уставу Словеније из 1990. године, била је основна ударна снага у борби против ЈНА. Касније је 1994. године израсла у Словеначку војску.
Територијална одбрана у Републици Хрватској се већ почетком 1991. године распала по националним линијама. Српске јединице ТО су основане у јануару 1991. прво на месном нивоу, а у априлу исте године организовани су и штабови територијалне одбране за Лику, Кордун, Банију, Западну Славонију, као и Источне Славоније, Барање и Западног Срема. Српске ТО јединице значајно су допринеле првобитном отпору српског народа према Хрватској сецесији. Касније на јесен 1991. формира се и заједнички штаб САО Крајине. Након повлачења ЈНА из Крајине, њена ТО израста у Српску војску Крајине.
Све тежње сецесионистичких република су испуњене, пре свега због искуства, које су на њих пренели официри НАТО пакта. Ово се пре свега односи на Хрватску, која у периоду 1991-1995. није имала значајније војне успехе, чак је на територији ове републике основана и српска држава - Република Српска Крајина, коју је најпре бранила ЈНА, као део Југославије, да би након формирања СРЈ Крајина добила сопствену војску, која је штавише, била у почетку у бољем положају од Хрватске Војске, настале од ТО. Међутим, већ поменути професионализам, а према многим изворима и повремене интервенције авијације НАТО пакта, донеле су војну победу хрватској страни и РСК је тренутно престала да постоји.
У Републици Македонији која је из Југословенске федерације изашла мирном сецесијом, као једина оружана сила остаје Територијална одбрана Републике Македоније која израста у Армију Републике Македоније.
Територијалну одбрану у Републици Босни и Херцеговини сецесионистичка власт реформисала је 8. априла 1992. да би је већ 23. јула исте године трансформисала у Армију Републике Босне и Херцеговине заједно са осталим муслиманским паравојскама. Из те ратне формације ТО РБиХ изостављене су јединице из српских крајева Босне и Херцеговине које су стале на страну Југословенске народне армије и касније Војске Републике Српске.
Територијалне одбране Србије и Црне Горе су током сукоба учествовале на страни ЈНА, да би реформом услед оснивања СРЈ територијалне одбране биле укинуте.